# Heilig-Geist-Kirche (Lübeck)

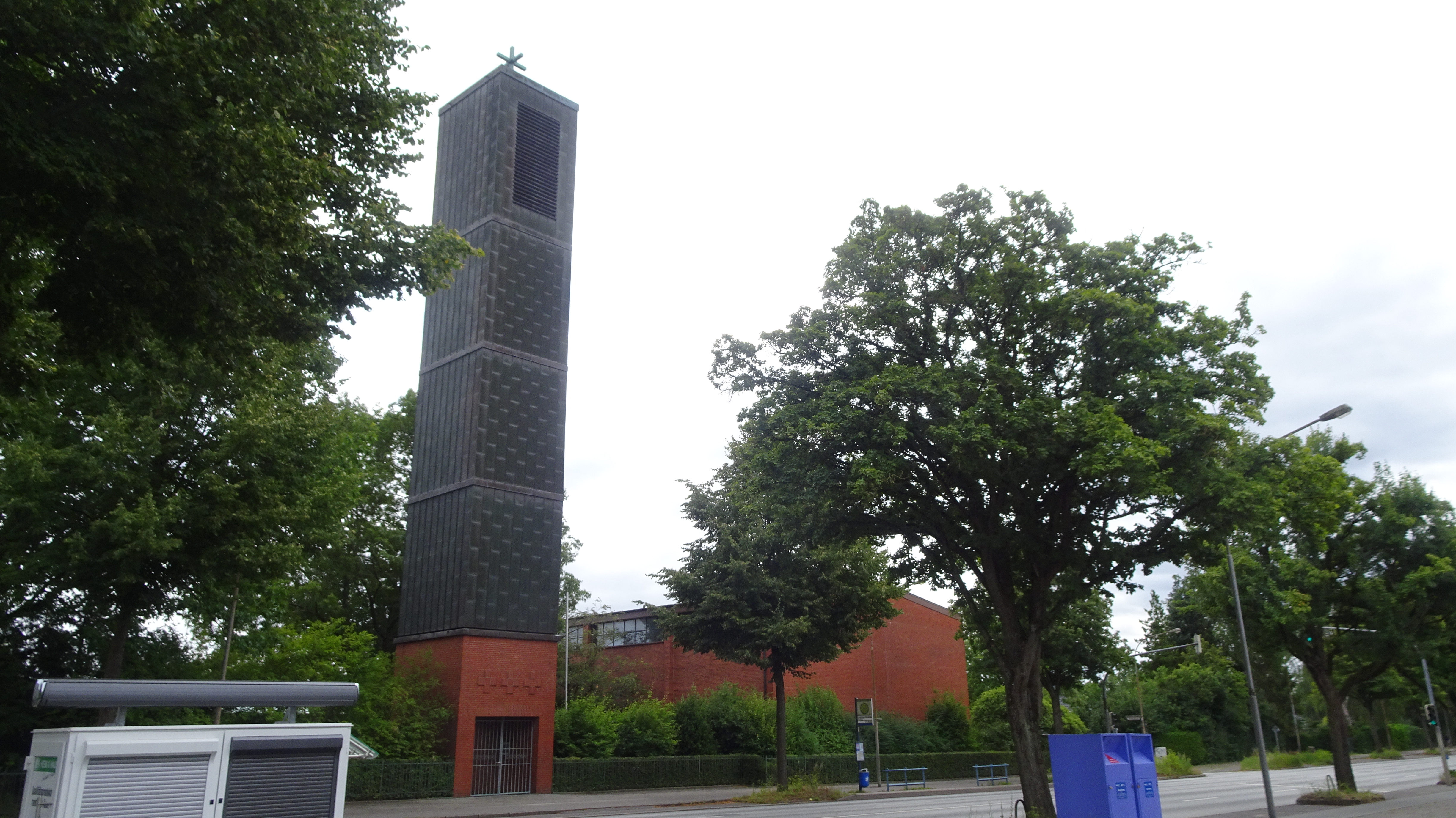
Heilig-Geist-Kirche

Die römisch-katholische Heilig-Geist-Kirche ist ein 1964/1965 erbautes Kirchengebäude im Lübecker Stadtteil St. Gertrud. 

## Geschichte
Das Kirchengebäude wurde vom Architekten Paul Jansen in den Jahren 1964 und 1965 erbaut. Am 27. Juni 1965 wurde die Kirche geweiht.

## Gebäude
Bei der Kirche handelt es sich um einen großflächigen Backsteinbau mit einem flachen Satteldach. Ein breites, wandhohes Chorfenster befindet sich an einer Längsseite der Kirche. Die Symbole des Heiligen Geistes sind im Buntbleiglasfenster dargestellt, auf der gegenüberliegenden Seite findet sich das gleiche Symbol mit einem schmalen Lichtband. Die Decke des Innenraums ist mit Holz verkleidet. Die Kirche bietet 290 Sitzplätze. Der Turm wurde wegen Frostschäden am Ziegelmauerwerk 1984 mit Kupferblech verkleidet.
Die Ausstattung wurde im Wesentlichen von Georg Weiland entworfen, ebenso das in Kupfer gestaltete Portal mit einer Darstellung der Verkündigung des Herrn. Die Ausführung des Taufsteindeckels, der Altarleuchter und des Tabernakels übernahm Werner Oehlschlaeger. Das Kreuz über dem Altar, die Emailplatten am Osterleuchter sowie die Apostelleuchter stammen von Frans Griesenbrock. Griesebrock entwarf auch das große Buntglasfenster an der Südseite des Altarraums, das 1985 eingebaut wurde, den Bilderfries an der Empore (1987) sowie die Medaillons und Fenster der Marienkapelle.
Aus der 2005 profanierten Kirche St. Konrad in der Jürgen-Wullenwever-Straße wurde ein Kruzifix übernommen, das Georg Hörnschemeyer 1954 geschaffen hatte, sowie eine Bildtafel des Heiligen Konrad von Parzham.
Im Turm hängen drei Glocken, diese wurden im Jahr 1986 von der Karlsruher Glocken- und Kunstgießerei gegossen und haben die Schlagtöne (fis1-gis1-ais1).

## Orgel
Die erste Orgel der Kirche stammte von der Firma Emanuel Kemper & Sohn aus Lübeck. 1980 wurde sie durch die heutige Orgel der Firma Heinz Hoffmann aus Hamburg mit zunächst 14 Registern auf zwei Manualen und Pedal ersetzt; die drei Zungenstimmen (Nr. 6, 12, 17) wurden nachträglich ergänzt. Die Disposition lautet:
| I Hauptwerk C–g3 |            |       |
| 1.               | Prinzipal  | 8′    |
| 2.               | Spitzflöte | 8′    |
| 3.               | Oktave     | 4′    |
| 4.               | Flachflöte | 2′    |
| 5.               | Mixtur IV  | 1 ⁄3′ |
| 6.               | Trompete   | 8′    |

| II Brustwerk (schwellbar) C–g3 |             |       |
| 7.                             | Gedackt     | 8′    |
| 8.                             | Koppelflöte | 4′    |
| 9.                             | Prinzipal   | 2′    |
| 10.                            | Quinte      | 1 ⁄3′ |
| 11.                            | Scharff III | 1⁄2′  |
| 12.                            | Dulzian     | 8′    |
|                                | Tremulant   |       |

| Pedal C–f1 |                 |     |
| 13.        | Subbaß          | 16′ |
| 14.        | Gemshorn        | 8′  |
| 15.        | Choralbaß       | 4′  |
| 16.        | Rauschpfeife II | 2′  |
| 17.        | Fagott          | 16′ |

- Koppeln: II/I, I/P, II/P
- Traktur: Schleifladen, vollmechanisch